# Шифр Бофора
Шифр Бофорта — полиалфавитный подстановочный шифр, созданный сэром Фрэнсисом Бофортом. Шифр похож на шифр Виженера, со слегка измененным механизмом шифрования и использованием tabula recta (также известная как таблица Виженера). Применялся в роторной шифровальной машине M-209.

## Описание

### Ключ
Длина ключа (K) должна быть равной длине исходного текста. Для этого циклически записывают ключевое слово до тех пор, пока его длина не будет соответствовать длине исходного текста.

### Шифрование

Tabula recta (или таблица Виженера)

Для того чтобы зашифровать открытый текст (M) с использованием ключа (K) нужно:
1. Взять n-ый символ открытого текста (mn, где 0≤n<количество символов ключа);
2. Найти столбец ( j ) где символ в первой строке равен mn (s1 j = mn);
3. Найти строку ( i ) где символ в j-ом столбце равен kn (si j = kn, где kn - n-ый символ ключа);
4. Добавить к шифротексту ( C ) символ 1-го столбца i-ой строки (сn = si 1).

### Дешифрирование
Для того чтобы дешифрировать шифротекст (C) с использованием ключа (K) нужно:
1. Взять n-ый символ шифротекста (cn, где 0≤n<количество символов C);
2. Найти строку ( i ) где символ в 1-м столбце равен cn (si 1 = cn);
3. Найти столбец ( j ) где символ в i-ой строке равен kn (si j = kn, где kn - n-ый символ ключа);
4. Добавить к расшифрованному тексту ( M ) символ 1-й строки j-го столбца (mn = s1 j).

## Пример
Пусть дан исходный текст: C = "HELLOWORLD" 

и ключ: K = "KEY"

### Ключ
Длина клера - 10 символов, значит и длина ключа также должна равнятся 10 символам.

K = "KEYKEYKEYK"

### Шифрование
- m1 = "H".
- j = 8
- i = 4
- c1 = s4 1 = "D" 
C += "D" (C = "D")
- m2 = "E"
- j = 5
- i = 1
- c2 = s1 1 = "A" 
C += "A" (C = "DA")

. . . . . . . . .
- m10 = "D"
- j = 4
- i = 8
- c10 = s8 1 = "H" 
C += "H" (C = "DANZQCWNNH")

Шифротекст (C) - "DANZQCWNNH"

### Дешифрирование
- c1 = "D".
- i = 4
- j = 8
- m1 = s1 8 = "H" 
M += "D" (M = "H")
- c2 = "A"
- i = 1
- j = 5
- m2 = s1 5 = "E" 
M += "E" (M = "HE")

. . . . . . . . .
- c10 = "H"
- i = 8
- j= 4
- c10 = s1 4 = "D" 
M += "H" (M = "HELLOWORLD")

Дешифрованный текст (M) - "HELLOWORLD"

## Реализация

### Python
```
m
 
=
 
"HELLOWORLD"

k
 
=
 
"KEY"

k
 
=
 
(
k
*
(
len
(
m
))
+
k
)[:
len
(
m
)]
 
# подгоняем ключ

c
 
=
 
''
.
join
([
chr
(((
ord
(
k
[
i
])
 
-
 
ord
(
m
[
i
]))
 
%
 
26
)
+
ord
(
"A"
))
 
for
 
i
 
in
 
xrange
(
len
(
m
))])
 
# шифруем

print
 
c
 
# выдаст DANZQCWNNH

e
 
=
 
''
.
join
([
chr
(((
ord
(
k
[
i
])
 
-
 
ord
(
c
[
i
]))
 
%
 
26
)
+
ord
(
"A"
))
 
for
 
i
 
in
 
xrange
(
len
(
c
))])
 
# дешифруем

print
 
e
 
# выдаст HELLOWORLD

```

### JavaScript
```
var
 
a
 
=
 
"ABCDEFGHIJKLMNOPQRSTUVWXYZ"
;
	
//задаём строку алфавита

var
 
m
 
=
 
"HELLOWORLD"
;

var
 
k
 
=
 
"KEY"
;

for
(
i
=
k
.
length
,
 
j
=
0
;
 
i
<
m
.
length
;
 
i
++
,
 
j
++
){
k
 
+=
 
k
[
 
(
 
(
 
i
 
+
 
j
 
)
 
%
 
k
.
length
 
)
 
];
 
}
 
// # подгоняем ключ

function
 
encrypt
(
m
,
k
){

	
c
 
=
 
''
;

	
for
(
i
=
0
;
 
i
<
m
.
length
;
 
i
++
){
 			
// шифруем

		
c
 
+=
 
a
[
 
(
 
(
 
(
 
a
.
length
 
+
 
a
.
indexOf
(
 
k
[
i
]
 
)
 
-
 
a
.
indexOf
(
 
m
[
i
]
 
)
 
)
 
%
 
a
.
length
 
)
 
)
 
];
	
//посимвольно

	
}

	
return
 
c
;

}

//Можно скопировать и вставить этот код - в консоль браузера.

console
.
log
(
'cypher = '
,
 
encrypt
(
m
,
k
));
 				
//# выдаст DANZQCWNNH

console
.
log
(
'decrypted = '
,
 
encrypt
(
encrypt
(
m
,
k
),
k
));
 	
//# выдаст HELLOWORLD

```